# 九月計劃

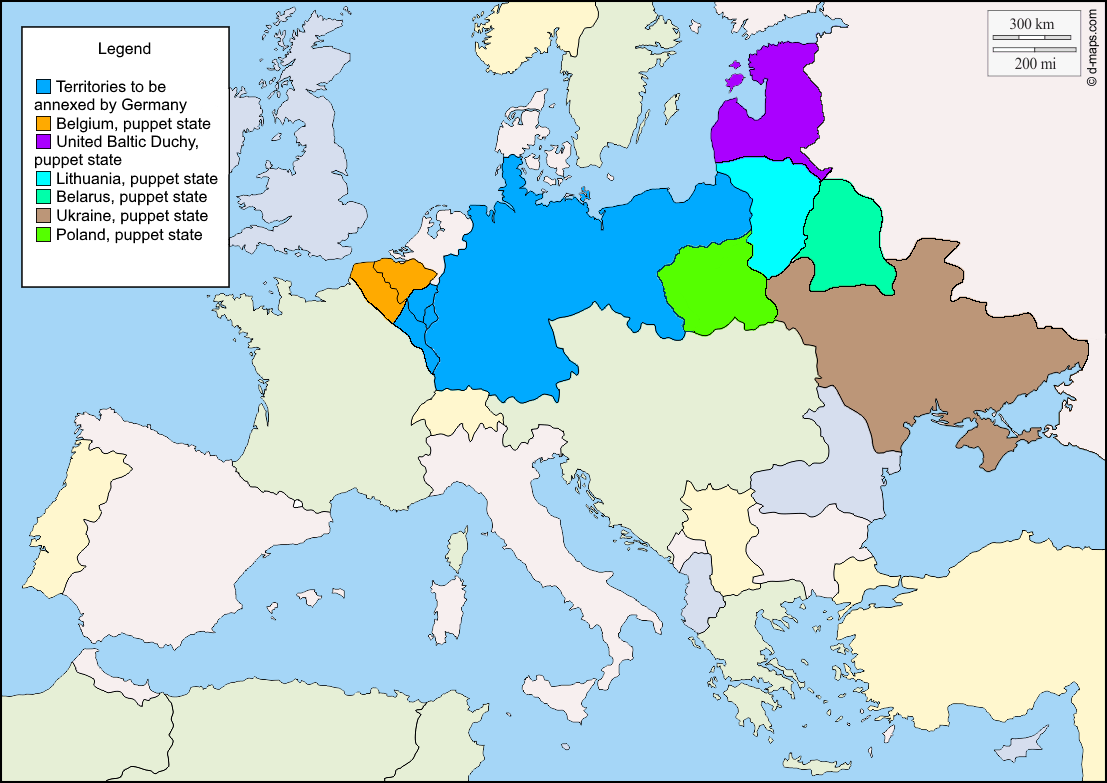
九月計劃成功實施後的德國領土

九月計劃（德語：Septemberprogramm；德語：[zɛpˈtɛmbɐpʁoˌɡʁam]）是德意志帝國在第一次世界大戰開始時提出的領土擴張的計劃，由總理特奧巴爾德·馮·貝特曼-霍爾韋格組織制定。1914年9月9日，馮·貝特曼-霍爾韋格的私人秘書庫爾特·里茲勒（Kurt Riezler）起草了這份九月計劃，當時德國希望迅速果斷地擊敗法國。九月計劃中提議的廣泛領土征服包括在比利時建立附庸國、吞併法國的部分地區、擴大其在非洲的殖民地以及奪取俄羅斯帝國的大部分地區。九月計劃沒有生效，因為法國頂住了德國最初的進攻，戰爭演變為塹壕戰的僵局，最終以德國的失敗告終。 
作為地緣政治，九月計劃本身是對德意志帝國戰爭目標的紀錄片洞察，並展示了德國向東西兩個方向擴張領土的計劃的真實範圍。歷史學家弗里茨·菲舍爾寫道，九月計劃是基於生存空間理論（德語：Lebensraum）以及19世紀的德意志東進運動（德語：Drang nach Osten），這使得領土擴張成為德意志帝國戰爭的主要動機。賓夕法尼亞大學的歷史教授喬納森·斯坦貝格（Jonathan Steinberg）認為，如果施里芬計劃奏效並為德國帶來決定性的勝利，比如1870年的普法戰爭或1940年的曼施坦因計畫，那麼九月計劃就會得到實施，從而建立德國在歐洲的霸權。